# Matinta tatianae
Espèce
Matinta tatianae est une espèce d'araignées aranéomorphes de la famille des Salticidae.

## Distribution
Cette espèce est endémique du Brésil. Elle se rencontre en Acre et au Pará,.

## Description
Le mâle holotype mesure 7,71 mm.

## Systématique et taxinomie
Cette espèce a été décrite par Matos et Ruiz en 2023.

## Étymologie
Cette espèce est nommée en l'honneur de Tatiana de Carvalho (-2012) de Greenpeace. 

## Publication originale
- Matos & Ruiz, 2023 : « On the taxonomy of the jumping spider genus Matinta Ruiz & Maddison, 2019, with a taxonomic revision of the vicana species-group (Araneae: Salticidae: Amycini). » Zootaxa, no 5343(2), p. 126-150.